# Donoma (film)
Pour les articles homonymes, voir Donoma.
 (juillet 2017).
- Si vous ne connaissez pas le sujet, laissez ce bandeau (vous pouvez alors contacter les auteurs).
- Si vous supprimez le contenu mis en cause (vous pouvez préalablement contacter les auteurs),

argumentez précisément cette suppression dans la page de discussion
(un manque de référence n'est pas un argument ; une recherche réelle de référence doit avoir été effectuée, être formellement documentée).
 (novembre 2011).
Si vous disposez d'ouvrages ou d'articles de référence ou si vous connaissez des sites web de qualité traitant du thème abordé ici, merci de compléter l'article en donnant les références utiles à sa vérifiabilité et en les liant à la section « Notes et références ».
Pour plus de détails, voir Fiche technique et Distribution.
Donoma est une comédie romantique française écrite, produite et réalisée par Djinn Carrenard. Produit par Donoma Guerilla, ce film a été tourné en 2009 et est sorti en salle le 23 novembre 2011 en France grâce à une collaboration entre Donoma Guerilla et Commune Image Media. Il a reçu le Prix Louis-Delluc du meilleur premier film français de l'année en décembre 2011.
Présenté au festival de Cannes 2010 dans la sélection ACID dont il faisait l'ouverture, ce long-métrage a été créé par un collectif d’artistes, selon qui le budget aurait été de 150 euros. Depuis 2009, le film est le sujet d'un buzz sur internet du fait de sa réalisation atypique, sans moyens financiers importants.

## Synopsis
Donoma est un film choral où s’entrelacent trois histoires d’amour :
- Dacio, 17 ans, est impertinent et insouciant. Sa vie est rythmée par ses heures de cours en lycée professionnel et ses moments de légère dérive « pétards et pickpockets ». Entre ses querelles avec son père et ses prises de tête avec sa petite amie, il a une vie plutôt banale. Mais tout lui échappe quand sa fascinante professeure d’espagnol, Amalia, répond à son insolence par un acte défendu qui les plonge dans une relation ambiguë.
- Chris est une jeune femme d'origine africaine qui a été adoptée très jeune par une riche famille européenne. Elle a grandi en se mettant à l’écart des personnes de son âge, les observant à travers son appareil photo et vivant par procuration sa jeunesse. À 25 ans, elle n’a jamais eu de relation amoureuse. Elle pense que les critères conscients ou inconscients qui poussent une personne à en aimer une autre ne sont pas pertinents et décide de s'en remettre au hasard : elle va coucher et vivre chez elle avec le premier inconnu qu’elle croisera dans le métro. En l'occurrence, son chemin croise celui de Dama, qui vient de se séparer de sa compagne. Dans la nouvelle relation, elle impose une seule règle : il est interdit de parler.
- Salma est une adolescente atypique, ballottée entre sa sœur leucémique, Soraya, et ses interrogations métaphysiques. Elle consulte une psychologue à qui elle confie avoir plusieurs fois éprouvé la sensation de léviter. Elle se réveille un jour avec des blessures aux poignets qui ressemblent aux stigmates du Christ… Pourtant Salma ne croit pas en Dieu et rejette profondément la religion. Sur son trajet elle croise Rainé, jeune homme profondément croyant et pratiquant. Saura-t-il lui expliquer ce que le surnaturel tente de lui dire ?

## Fiche technique
| - Titre original : Donoma - Réalisateur : Djinn Carrenard - Scénario : Djinn Carrenard - Photographie : Djinn Carrenard - Montage : Djinn Carrenard - Musique : Frank Villabela - Costumes : XULY Bët - Son : Djinn Carrenard - Producteur : Djinn Carrenard - Producteur délégué : Donoma Guerilla - Coiffure : Les Muses de Montmartre / Maëlle Moulié | - Producteur exécutif : Donoma Guerilla - Sociétés de production : Donoma Guerilla - Sociétés de distribution : Donoma Guerilla, Commune Image Media - Pays d’origine : France - Langue originale : français - Direction artistique : Djinn Carrenard - Format : XDCAM - Durée : 133 minutes - Budget officiel : 150 euros |

## Distribution
- Émilia Dérou-Bernal :  Analia
- Vincente Perez : Dacio
- Salomé Blechmans : Salma
- Matthieu Longatte : Raïné
- Sékouba Doucouré : Dama
- Laura Kpegli : Chris
- Djinn Carrenard : Stefen
- Laetitia Lopez : Leelop
- Marine Judéaux : Soraya
- Vanina Montiel : La contrôleuse de la CAF
- Delphine II : Maï
- Alexis Seignot : L'infirmier
- Paul Carrénard : Le père de Leelop
- Amanda Chaccour : La psy

## Production

### Naissance du projet
Le film Donoma est né de l'ambition du jeune réalisateur Djinn Carrenard de réaliser son premier long métrage sans aucun moyen et de façon complètement indépendante. En 2008, il réalise un court métrage à New York, White Girl in her Panty, et filme l'ambiance enthousiaste qui a accompagné à New York l'élection de Barack Obama. Porté par cette ferveur et cette énergie, il rentre en France avec un objectif : réaliser par ses propres moyens un long métrage.
Il peaufine son scénario et contacte des comédiens avec qui il a travaillé sur ses précédents projets, afin de lancer ce qui portera le nom de « BluePrintGuerilla », en référence au concept de « guerilla film-making », qui consiste à tourner des films avec les moyens du bord.
BluePrintGuerilla consiste à faire découvrir sur Internet la création d'un long métrage, sans moyens financiers, par le biais des réseaux sociaux, avant même qu'une seule scène ne soit tournée. Il diffuse ainsi une vidéo où il invite les internautes à suivre le projet, dont le contenu peut être résumé en deux phrases : « Je suis réalisateur. Je vais faire mon premier long métrage avec 0 euro ». Et il commence à tourner son film.

### Tournage «guérilla»
Djinn Carrénard se confronte au tournage avec toutes les difficultés qu'impliquent le fait de tourner un film sans autorisation à Paris. 
Le scénario est cependant adapté au mode de réalisation puisqu'il est constitué de beaucoup de scènes d'intérieur, avec peu de personnages (2 ou 3 au maximum).
Pour ce qui est des scènes d'extérieurs, elles se feront en caméra portée comme l'oblige la législation. De ce fait, il a été difficile de faire taire les fêtards alcoolisés du Sacré-Cœur pour tourner une scène au lever du soleil ou de tourner dans le métro, en évitant les contrôleurs de la RATP.
Le film s'articulant autour de 4 histoires distinctes, les comédiens qui ne jouent pas effectuent la régie du film (surveiller le matériel, libérer l'espace dans les rues, voire filmer pour les scènes dans lesquelles Djinn Carrénard apparaît…), et sollicitent leur entourage pour se voir prêter les lieux, notamment les appartements, indispensables au film. Les repas ne sont pas fournis par la production.
Un troc a permis la fourniture de plusieurs éléments : le matériel a été prêté par une association d'audiovisuel, le film étant tourné sans table régie. Le réalisateur s'est aussi vu prêter des vêtements par un créateur, filmant ses défilés en échange. Il réalise aussi des vidéos de promotion pour le salon coiffant les comédiennes.

### Promotion virale
La promotion virale ou buzz consiste à faire découvrir son projet artistique au public en s’appuyant sur des vecteurs de communications gratuits, à savoir internet et plus particulièrement les réseaux sociaux. Une promotion virale réussie part du postulat que le projet attirera la curiosité des internautes qui partageront donc spontanément les contenus mis à leur disposition, accroissant ainsi la notoriété du projet en se propageant comme un virus.
Pour Donoma, la logique du buzz a été poussée à son extrême puisque le réalisateur Djinn Carrénard a lancé la communication virale avant même d’avoir tourné une seule scène de son film. Ainsi, le 1er avril 2009, une opération de Free Hugs est effectuée à Paris ; les participants en profitent pour coller des dessins de poisson stylisé Donoma avec l’adresse de leur site internet dans le dos des passants. Une semaine plus tard, Djinn Carrénard met en ligne une nouvelle vidéo où il restitue l’opération free hugs et décrit son projet : il va, avec 0 euros, réaliser son premier long métrage et les internautes pourront suivre la construction de celui-ci, découvrir les comédiens à travers des portraits vidéos, des teasers, des images des répétitions, etc.
L’équipe réussit ensuite à se faire inviter sur France 4 dans l’émission le Belattar show alors que le film n’est encore qu’un projet. Ils promettent de finir le film pour octobre.
Le film est projeté à Paris puis sélectionné à Cannes et les internautes peuvent suivre l’avancée du projet par le biais de la page « Je veux voir Donoma ».

## Accueil critique
Le film a pour parrains Abdellatif Kechiche, Clément Sibony (comédien), Valérie-Anne Expert (responsable du service de l'action culturelle de la SACD), Léo Soésanto (critique de cinéma pour Les Inrockuptibles). 
Il a bénéficié de nombreuses critiques positives. Selon Laurène Bastide de Elle, « (…) Donoma suscite un enthousiasme débordant dans toutes les salles de projection qui l’accueillent (…), c’est 2h15 de vérité brute et d’émotion complexe. » Pour Léo Soesanto des Inrockuptibles, « Au sein de l'ACID, le film Donoma cassait la donne traditionnelle en affichant sa liberté sur tous les plans. »
Dans les Cahiers du cinéma, Joachim Lepastier a écrit « Pour qui a vu le film en salle, cette domestication des matchs d’impros consolide la double strate du spectacle Donoma : celle sur l’écran, et celle dans la salle, tant les réactions « en direct » des spectateurs participent de l’élan galvanisant du film. »
Pour Thomas Roland de Brazil 2 « Le jeu des acteurs est époustouflant (…) Si Djinn Carrénard arrive à un tel résultat sans moyen, qu’en sera-t-il le jour où il aura une véritable production pour l’accompagner ? »
Selon Olivier Barlet de Africultures, « Le résultat est explosif. Donoma déborde d’une sourde énergie qui ne tient pas seulement à la verve des improvisations. Car il est traversé à tous niveaux par la liberté de ton. »
Pour Pascal Le Duff sur notrecinema.com, « Les personnages se croisent parfois au détour d’un plan, et chaque nouvelle séquence enrichit le film, qui fait partie de ces films qui gagneront de la profondeur à chaque vision. Un beau regard sur les sentiments, le couple, les relations entre hommes et femmes, avec parfois un brin de cruauté mais avec beaucoup d’humour. »

## Distinctions
- Montréal (Nouveau Cinéma)
- Pusan (PIFF)
- Athènes (FFFG)
- Sofia (SFF)
- Budapest (TitanicFF)
- Vendôme
- Annonay
- reprise ACID à Miami
- Sofia (SFF)
- Novi Sad (Cinema City)
- New York (Edge Atlantic Film Festival à NYU)
- Londres (Raindance) : nommé pour meilleur premier film et meilleur film international
- Lille (Cinémondes) : nommé pour meilleur film
- Ouagadougou (Fespaco) : nommé pour meilleur film dans la section Diaspora
- Dieppe : coup de cœur du Jury et meilleure actrice pour Émilia Dérou-Bernal
- Paris (décembre 2011) : Prix Louis-Delluc du meilleur premier film français de l'année.